# فروپاشی قلعه‌ها
«فروپاشی قلعه‌ها» (انگلیسی: Castles Crumbling) ترانه‌ای از تیلور سوئیفت، خواننده-ترانه‌سرای آمریکایی، است که هیلی ویلیامز در آن حضور دارد. سوئیفت این ترانه را نوشت و قصد داشت آن را در سومین آلبوم استودیویی خود، حالا صحبت کن (۲۰۱۰) قرار دهد، اما آن را از فهرست قطعات آلبوم کنار گذاشت. او این ترانه را به همراه جک آنتونوف برای ضبط مجدد آلبوم در سال ۲۰۲۳ تحت عنوان حالا صحبت کن (نسخه تیلور) تهیه کرد. «فروپاشی قلعه‌ها» یک بالاد ایمو متأثر از ایندی فولک است که با پیانو اجرا می‌شود و اشعار آن در مورد فشار شهرت است.
منتقدان موسیقی تعبیر کردند که «فروپاشی قلعه‌ها» تحت تأثیر اتفاق مربوط به سوئیفت و رپر کانیه وست بود که در جوایز ویدئو موسیقی ام‌تی‌وی ۲۰۰۹ رخ داد. آن‌ها به‌طور کلی نقدهای مثبتی به این ترانه دادند و ماهیت آن را ظریف توصیف کردند. این ترانه در میان ۴۰ تای برتر ۲۰۰ آهنگ جهانی بیلبورد قرار گرفت و در استرالیا، نیوزیلند و ایالات متحده وارد جدول فروش شد. سوئیفت در سال ۲۰۲۳ آن را به صورت زنده در سانتا کلارا، کالیفرنیا حین برگزاری تور دوره‌ها اجرا کرد.